# جمعية شامل الخيرية

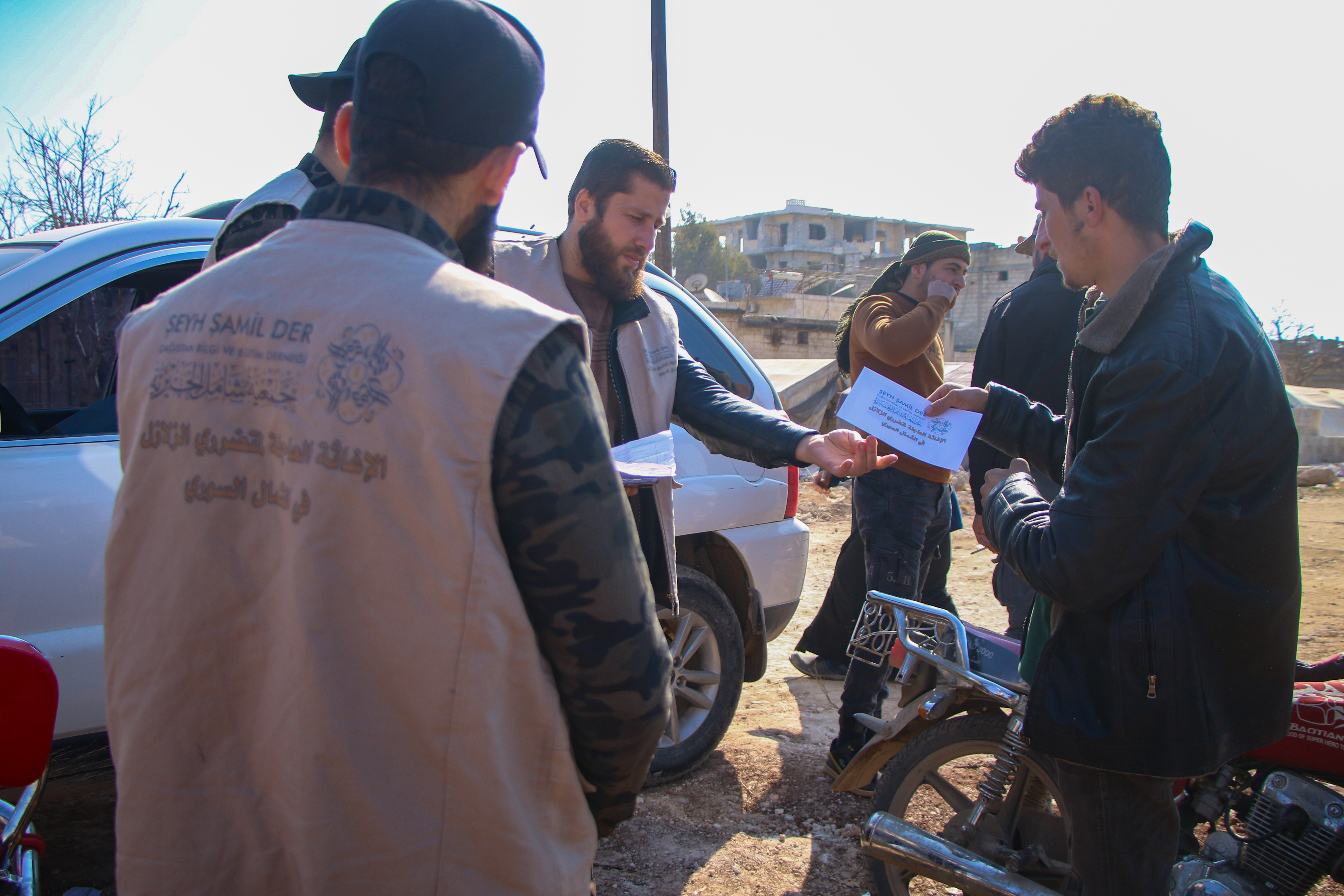
أعمال الإغاثة الإنسانية لمتضرري الزلزال في الشمال السوري 2023

الجمعية الداغستانية للإعلام والتعليم باسم الشيخ شامل (بالتركية: Şeyh Şamil Dağıstan Bilgi ve Eğitim Derneği)‏ اختصارا جمعية شامل الخيرية (بالتركية: Şeyh Şamil Derneği)‏ - هي جمعية خيرية غير ربحية وغير حكومية تعمل في الحقل الإنساني، ولها أنشطة متعددة في قطاعات رئيسية كالتعليم والإغاثة والتمكين والتنمية والثقافة والحقوق والحريات وتقدم خدماتها للمهاجرين المحتاجين في تركيا بدون تمييز أو تعصب لعرق أو لون، ولا تتدخل في السياسة أو الصراعات العرقية.

## أسباب التأسيس
تأسست الجمعية في إسطنبول وفقا للمادة 59 من القانون المدني التركي رقم 4721 في عام 2018م تحت رقم 247/106-34، بهدف الاهتمام بالجاليات الأوروبية الشرقية المسلمة التي هاجرت منذ بداية عام 2013 م من المناطق الجنوبية لروسيا الاتحادية وذلك نتيجة الضغوطات والمضايقات عليهم من قبل السلطات الروسية. وتقوم الجمعية ببناء الإنسان وتنميته في دولة المهجر، عن طريق التركيز على تقديم المشروعات الخيرية والتنموية التي تسهم في خدمة محتاجي المهاجرين الأوروبيين الشرقيين في تركيا.

## مجالات العمل
تعمل جمعية شامل الخيرية في مجالات رئيسية تتمثل في الإغاثة والتعليم والحقوق والحريات ومن ضمن هذه المجالات تقوم بإعانة الأيتام وإيصال المساعدات الإنسانية للأسر المحتاجة، وإطلاق مشاريع التنموية وإنشاء مراكز التعليم والتثقيف المهاجرين ودمجهم بالمجتمع التركي.